# Vasilij Rumjancev
| 364566 Yurga | 10 agosto 2007 |
| 369010 Ira   | 18 luglio 2007 |

Vasilij Rumjancev, in russo Василий Румянцев? (Jurga, ...), è un astronomo russo, citato in letteratura anche con la traslitterazione anglosassone Rumyantsev.
Il Minor Planet Center gli accredita le scoperte di due asteroidi, effettuate entrambe nel 2007.